# ハル・スタインブレナー

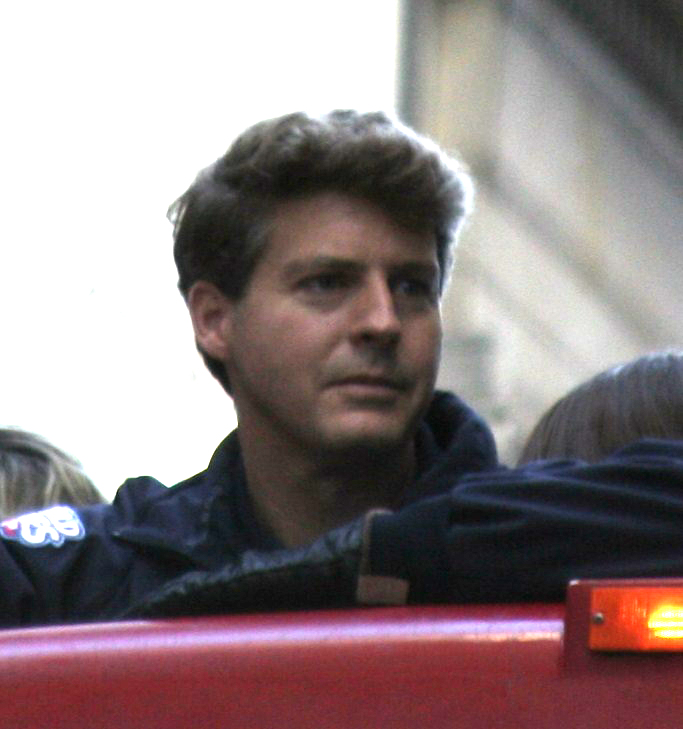
2009年

ハロルド・ジーグ・スタインブレナー（Harold Zieg Steinbrenner, 1969年12月3日 - ）は、アメリカ合衆国の実業家。MLBニューヨーク・ヤンキースの前オーナーだったジョージ・スタインブレナーの次男。2008年11月以降は父から球団経営を引き継ぎ、兄のハンク・スタインブレナーとともにヤンキースの共同オーナーを務めていたが、2020年4月14日、兄のハンクが病死。ヤンキースを所有するヤンキー・グローバル・エンタープライズの会長を務める。同社は他にもYESネットワーク、ニューヨーク・シティFC及びACミランの株式の10%を保有している。
ウィリアムズ大学を卒業後、フロリダ大学でMBAを取得している。
日本人選手の獲得には前向きであり、オーナー就任後、野手ではイチロー、投手では黒田博樹、田中将大の獲得に乗り出している。